# Химерна пригода з доктором Джекілом та містером Гайдом
«Дивна історія доктора Джекіла й містера Гайда» альтернативні переклади назви: «Химерна історія доктора Джекіла й містера Гайда» та «Дивний винахід д-ра Екілла» (англ. Strange Case of Dr Jekyll and Mr Hyde) — роман шотландського письменника Роберта Стівенсона, уперше опублікований у січні 1886 року в Лондоні. Книга є одним з його бестселерів. Книга відома завдяки своїм головним героям — доктору Джекілу та його альтер его містеру Гайду. Це одна й та сама людина, яка має протилежні характери. Сюжет книги став основою для багатьох інших книжок та ще більшої кількості фільмів, і навіть мультфільмів. Цю новелу вважають зображенням сучасного лицемірства людей. Книга присвячена Катарині де Маттос.

## Історія написання

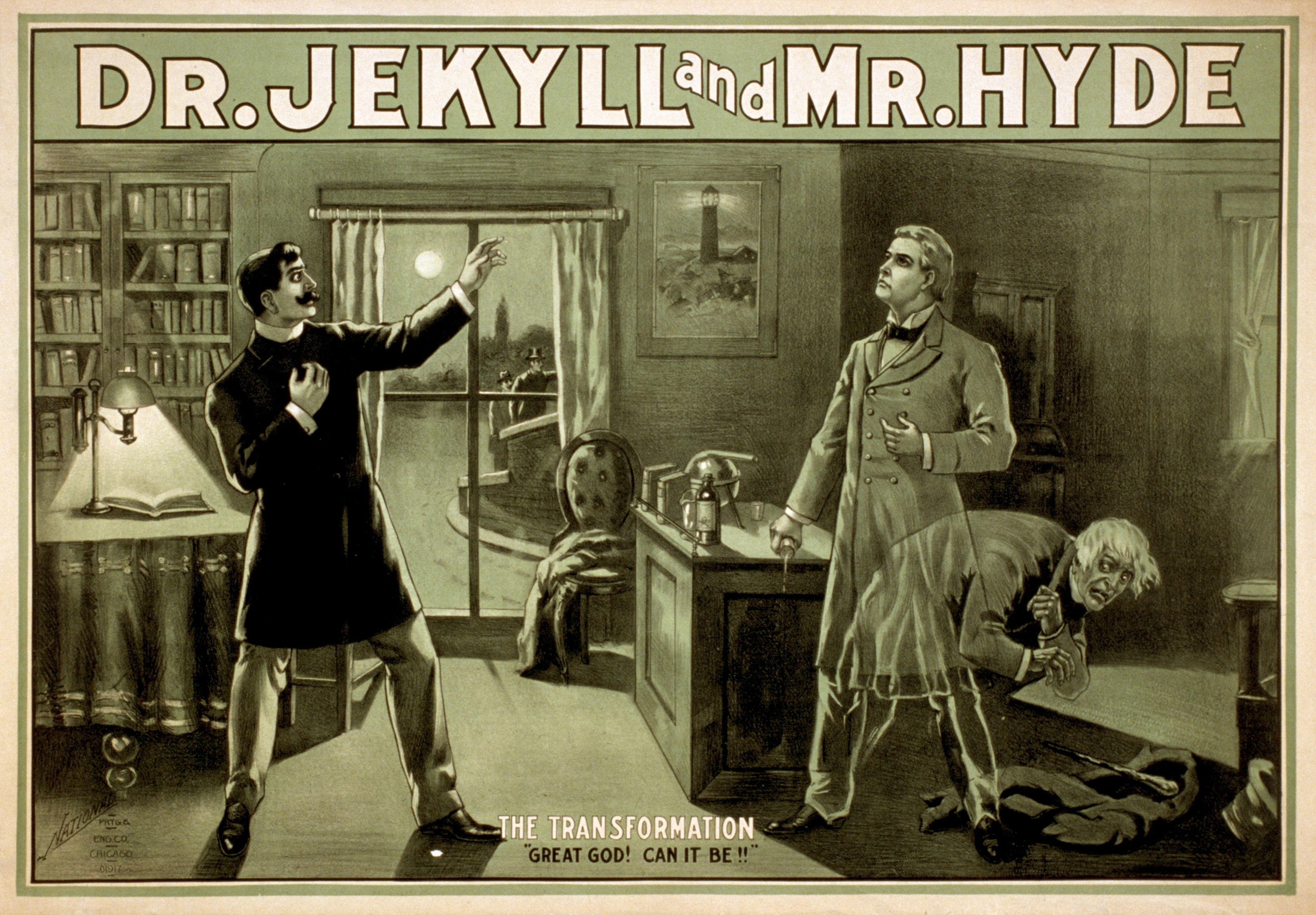
Доктор Джекіл і містер Гайд. Американський плакат XIX ст.

Стівенсон довго цікавився подвійністю людської натури і відображенням добра і зла в літературі. Одної осінньої ночі 1885 року письменник заснув під час перегляду свого твору «Маркхейм». Йому наснилася дивовижна історія, у якій втілювалася мета його пошуків. Прокинувшись він усе записав і прочитав рідним. На жаль, чернетка згоріла, хоча деякі дослідники вважають, що це не так. Автор відновив твір за три дні, а потім доводив його до ладу ще два місяці. І вже у січні наступного року твір видали. Він з'явився у газеті 25 січня наступного року. Твір відразу став бестселером і у 1901 році було продано більш ніж чверть мільйона примірників.

## Зміст
Нотаріус містер Г.Дж. Аттерсон та його родич містер Р. Енфілд як завжди прогулювалися в неділю. Вони проходили повз одну будівлю без вікон, коли Енфілд розповів Аттерсону про один випадок, який тут стався. Мова йшла про людину, що тут мешкала. Якось увечері цей чоловік збив з ніг дівчинку, що раптом з'явилася з-за повороту, і наступив на неї. На це він навіть не звернув уваги, але Енфілд та інші перехожі, а також батьки дівчинки і лікар, оточили його. Він був змушений заплатити сто фунтів. Його звали містер Едвард Гайд. Він був невисокий, худорлявий і субтильний, але запам'ятовувався він якоюсь непомітною потворністю, яка проте залишала про нього негативне враження. Аттерсон згадав, що його приятель Генрі Джекіл залишив йому дивний заповіт на ім'я містера Гайда. Дивним він був тому, що серед умов видачі спадщини, крім смерті, також було зникнення строком більше ніж на три місяці. Історія Енфілда зацікавила юриста і він вирішив, що містер Гайд шантажує його друга чи погрожує йому. Аттерсон вирішив розпитати про нього у їх з Джекілом спільного друга лікаря Хейсті Леньйона, проте той ніколи не чув про Гайда. Він посварився з Генрі, а тому давно його не бачив, мабуть тоді той і познайомився з Гайдом. Уночі жахливий містер Гайд у подобі Джаггернаута наснився Аттерсону в кошмарі. Після цього той вирішив його знайти і почав слідкувати за «будинком Шантажиста», як його назвав Енфілд. Насправді це був тильний бік лабораторії Джекіла. Тут нотаріус зустрів містера Гайда і той дав йому свою адресу в Сохо. Після цього юрист пішов до свого друга Джекіла, та його не виявилося вдома, але дворецький Пул повідомив, що містер Гайд, хоч і не буває у них, але має всі права господаря. Через два тижні у доктора Джекіла був обід із друзями, де Аттерсон почав з ним розмову про Гайда, але так нічого й не зміг дізнатись. Через одинадцять місяців, у жовтні сталося жорстоке вбивство відомого чиновника Кер'ю Денверса. Служниця, випадковий свідок, розповіла, що впізнала у вбивці містера Гайда. На місці злочину знайшли відламану частину ціпка, яким Гайд бив жертву. Другу частину його містер Аттерсон та інспектор Н'юкомен знайшли вбудинку містера Гайда. Аттерсон зайшов до Джекіла, який пообіцяв йому, що більше не побачить містера Гайда і показав лист від того, де він писав, що якось врятується, доктор може за нього більше не хвилюватися. Проте, хто саме приніс лист він не дізнався, адже Пул сказав, що листів недрукованих не приносили. Тоді увечері Аттерсон показав цей лист своєму старшому клеркові Ґесту, що цікавився графологією. Той дійшов висновку, що почерк той самий, що й у доктора Джекіла, але з нахилом в інший бік. Аттерсон вирішив, що він покриває Гайда. Гайд зник, а Джекіл відновив зв'язки з друзями і вони знову почали обідати разом. Але раптом він перестав їх приймати і закрився в лабораторії. Леньйон теж виявився хворим і незабаром помер. Перед цим він залишив Аттерсону лист. Тепер він його відкрив і побачив такіж дивні умови відкриття конверта, що був у ньому. Це був лист про Генрі Джекіла. Іншим разом він знову був на прогулянці з Енфілдом. Вони побачили у вікні Джекіла і почали розмову, аж раптом тому стало погано і він зник за вікном, а вони продовжили прогулянку. Якось увечері до Аттерсона прибіг Пул і попросив, щоб той ішов з ним до будинку Джекіла. Доктор вимагав якісь порошки, проте в аптеках, саме таких як треба, не було і він перестав виходити з лабораторії. Але усі слуги були схвильовані іншим: з лабораторії замість голосу Джекіла чувся голос містера Гайда і вони вирішили, що він убив доктора. Аттерсон, Пул та лакей Бредшоу вирішили зламати двері і спробувати захопити вбивцю. Втекти Джекіл не міг, тому що інші двері були замкнені, а ключ зламаний. Проте вони запізнилися — Гайд випив отруту і помер. Після цього Аттерсон відкрив листи Леньйона та Джекіла і все стало на свої місця. Леньйон повідомляв, що отримав записку від Джекіла, де він просив взяти в його будинку деякі речі і зачекати на містера Гайда у себе о дванадцятій ночі. Леньйон все зробив і почав чекати. Той дійсно прийшов. Він змішав якісь препарати і запитав: чи хоче той побачити дещо неосяжне і страхітливе. Лікар відповів ствердно і Гайд випив розчин. За мить він перетворився на доктора Джекіла, насправді це і був Джекіл. Це потрясіння і породило нездужання доктора Леньйона і його смерть. Лист Джекіла розповідав ще більше. Доктор Джекіл перебував у пошуках того, що могло б вивільнити темний бік його натури, який міг би робити всілякі негативні речі без перепон і сумління, а Джекіл би залишався чистим. І він створив чудодійний напій. Так з'явився містер Гайд. Злочини, а особливо вбивство, приносили містеру Гайду задоволення. Щоб побачити перетворення він переніс до лабораторії дзеркало. Проте напій не завжди діяв, іноді потрібно було декілька порцій. А одного разу він перетворився на Гайда без напою. Вдруге це сталося на вулиці і він мусив просити про допомогу Леньйона. Це було після того як він перестав перетворюватись на Гайда, щоб уникнути покарання за вбивство, тобто він вже довго не приймав напій, але ж це сталося. Тепер він постійно почав перетворюватись на містера Гайда без зілля. Через його постійне витрачення на повернення вигляду Джекіла, закінчилися деякі інгредієнти, а в аптеках вони тепер були з домішками. Джекіл писав лист у той час, доки не перетворився на Гайда, інакше той би його знищив. Він вважав, що не зможе зробити самогубства, але він помилявся.

## Глави
1. Історія дверей
2. Пошуки містера Гайда
3. Доктор Джекіл був спокійний
4. Вбивство Кер'ю
5. Епізод з листом
6. Знаменний епізод з доктором Леньйоном
7. Епізод біля вікна
8. Остання ніч
9. Лист доктора Леньйона
10. Вичерпне пояснення Генрі Джекіла

## Персонажі
- Генрі Джекіл/Едвард Гайд — талановитий вчений, який створив напій, що дозволяє вивільняти негативну сторону людини, відокремлювати її на деякий час.
- Г.Дж. Аттерсон — флегматичний приятель Джекіла, нотаріус.
- Гейсті Леньйон — доктор, давній друг Джекіла і Аттерсона, який не поділяв поглядів Генрі; перший, хто дізнався ким насправді є містер Гайд.
- Річард Енфілд — дальній родич Аттерсона, відомий бонвіван.
- Пул — дворецький Джекіла останні двадцять років.
- інспектор Нькомен — інспектор Скотленд-Ярду.
- Ґест — старший клерк Аттерсона, що знається на графології.
- Бредшоу — лакей Джекіла.
- Денверс Кер'ю — відомий чиновник, якого вбив містер Гайд.

## Цікаві факти
- Існує думка про те, що сон з історією про містера Гайда і доктора Джекіла Стівенсону навіяли брауні, англійські домовики.
- Стен Лі запозичив образ Неймовірного Халка саме з цієї новели.

## Фільми
- Доктор Джекіл і містер Гайд — фільм жахів 1908 року Вільяма Селіга
- Доктор Джекіл і містер Гайд — фільм 1910 року О. Блома
- Доктор Джекіл і містер Гайд — фільм 1912 року Луціуса Гендерсона
- Доктор Джекіл і містер Гайд — фільм жахів 1913 року Г. Бренона і К. Лаеммля
- Доктор Джекіл і містер Гайд — фільм 1920 року Джона Берімора-старшого
- Доктор Джекіл і містер Гайд — фільм 1920 року Ф. В. Мурнау
- Доктор Джекіл і містер Гайд — фільм жахів 1920 року Дж. Ч. Хейдона
- Доктор Пікль і містер Прайд — чорнобіла німа комедія 1925 року С. Пемброка і Дж. Рока
- Доктор Джекіл і містер Гайд — фільм 1931 року Р. Мамуляна
- Доктор Джекіл і містер Гайд — фільм 1941 року Віктора Флемінга
- Доктор Джекілл і містер Маус —мультфільм 1947 року із серії Том і Джеррі, США.
- Ебботт і Костелло зустрічають доктора Джекіла та містера Гайда — комедія 1953 року Ч. Ламонта
- Заповіт доктора Корделіера — фільм 1959 року Жана Ренуара
- Два обличчя доктора Джекіла — фільм 1960 року Т. Фішера
- Божевільний професор — фільм Дж. Люїса
- Дивна історія доктора Джекіла і містера Гайда Роберта Люїса Стівенсона — фільм 1968 року Ч. Джеротта
- Я, монстр — фільм 1971 року Стефена Вікса
- Доктор Джекіл і сестра Гайд — фільм 1971 року Р. В. Бейкера
- Доктор Джекіл і вовкулака — фільм 1972 року Пола Наші
- Доктор Джекіл і містер Гайд — музична версія фільму, 1973 рік, Девід Вінтерс
- Доктор Джекіл і містер Гайд — фільм 1981 року А. Рейда
- Джекіл і Гайд…Знову разом — комедія 1982 року Джеррі Белсона
- Дивна історія доктора Джекіла і містера Гайда — радянський фільм 1985 року А. Орлова, у головній ролі Інокентій Смоктуновський
- Край психіки — фільм 1989 року Е. Перкінса
- Доктор Джекіл і містер Гайд — фільм 1989 року
- Джекіл і Хайд — фільм 1990 року з Майклом Кейном
- Повелитель сторінок — фільм 1994 року
- Доктор Джекіл і міс Гайд — комедія 1995 року Девіда Прайса
- Джекіл і Гайд — фільм 1996 року С. Фрірса
- Доктор Джекіл і містер Гайд — фільм 2002 року
- Ліга видатних джентльменів — фільм 2003 року С. Норрінгтона
- Ван Хелсінг — фільм 2004 року С. Соммерса
- Дивна історія доктора Джекіла і містера Гайда — фільм 2006 року Джона Баклера
- Джекіл + Гайд — фільм 2006 року
- Джекіл — телесеріал 2007 року
- Доктор Джекіл і містер Гайд — фільм 2008 року П. Барзама
- Джекіл — телесеріал 2011 року

## Анімація
- Ван Хелсінг: Лондонське призначення — мультфільм 2004 року режисера Ш. Бріджмена
- Монстри на канікулах — мультфільм 2012 року режисера Дженнді Тартаковського

## Інше
- Джекіл і Гейді — дитяча книжка Р. Л. Стайна із серії «Goosebumps»
- Др. Джекіл і Мр. Гайд — музична група стилю хіп хоп (Андре Гарелл, Алонзо Браун)
- Др. Гекіл і Мр. Джайв — хіт 1893 року австралійського гурту
- Джекіл і Гайд — музичний альбом 2003 року гурту Петра (християнський рок)
- Доктор Джекіл і міс'є Гайд — пісня Сержа Гінзбурга
- P. D. Q. Bach and Peter Schickele: The Jekyll and Hyde Tour — альбом 2007 року
- Доктор Джекіл і містер Гайд — пісня «The Damned»
- Джекіл і Гайд — музика 1997 року Ф. Вайлдгорна
- Як бути поганим, Доктор Джекіл бориться з містером Гайдом за мою повагу — музика Snow Patrol
- Др. Джекіл і мр. Гайд — відеогра 1988 року Nintendo і Famicon[en]
- Др. Джекіл і мр. Гайд — відеогра Bandai
- Клуб Джекіла і Гайда, Паб ДЖекіла і Гайда — ресторани «Eerie World Entertainment»
- Гекль і Джекль — мультсеріал Пола Террі
- Доктор Джекіл і містер Гайд — вистава у 1887 році в Бостоні
- Гайд і Заєць — мультфільм з Багзом Банні Фріца Фреленга 1955 року
- Джекіл і Гайд — п'єса 1991 року Д. Едгара
- Комікси, де містер Гайд — це ворог супергероїв
- «Me, Myself & Hyde» — композиція з четвертого альбому гурту Ice Nine Kills — «Every Trick In The Book»
- «Jekyll and Hyde» — пісня гурту «Five Finger Death Punch» із альбому Got Your Six

## Переклади українською
- Роберт Луїс Стівенсон. Дивний винахід д-ра Екілла: повісті. Переклад з англійської: ?. Львів: , 1921. — 125 с. — ("Бібліотека «Нового Часу» ; чис. І).[7]
- Роберт Луїс Стівенсон. Твори в 5 томах. Переклад з англійської. Київ: Українознавство, 1995 (прим.: вийшло лише 2 з 5 томів)
  - Том 1: Острів скарбів; Нові арабські ночі. Переклад з англійської: Петро Таращук, Ростислав Доценко, Юрій Корецький, Юрій Лісняк. Київ: Українознавство, 1995. 384 стор. ISBN 5-7770-0855-0
  - Том 2: Химерна пригода з доктором Джекілом та містером Гайдом; Вечірні розмови на острові; Викрадений. Переклад з англійської: Іван Коваленко, Максим Стріха, Олександр Терех, Юрій Лісняк. Київ: Українознавство, 1995. 350 стор. ISBN 5-7770-0856-9
- Франкенштайн: готичні повісті. Переклад з англійської: Наталя Тисовська, Катерина Плугатир, Антоніна Нішта. Київ: KM Books, 2010. 315 стор. (Золотий бестселер). ISBN 978-617-538-022-2
  - Роберт Луїс Стівенсон. Химерна історія доктора Джекіла і містера Гайда (пер. Катерина Плугатир)
  - Мері Шеллі. Франкенштайн (пер. Антоніна Нішта)
  - Джон Вільям Полідорі. Вурдалак (пер. Наталя Тисовська)